# 邊界 (排版)

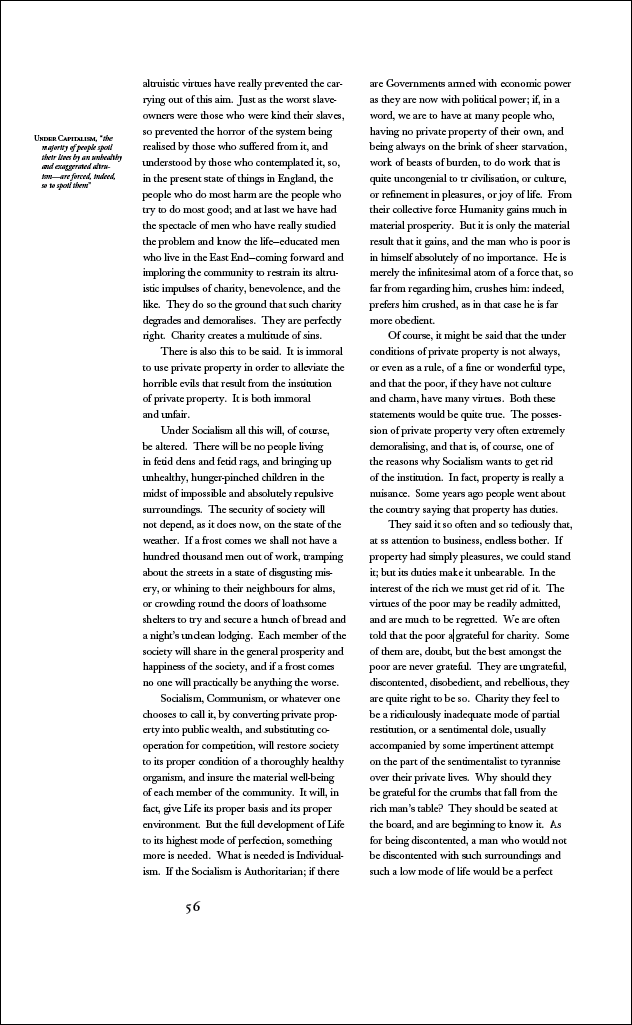
四周留白的部分為邊界

在字體排印學中，邊界指的是某頁文件中四周留白的部分，可方便辨認行的起點和終點。當文字是以左右對齊排列時，其會貼緊左側和右側的邊界。在多數的文書處理軟體中，邊界的標準寬度為1英吋。